# Virrat
Virrat (Zweeds: Virdois) is een gemeente en stad in de Finse provincie West-Finland en in de Finse regio Pirkanmaa. De gemeente heeft een landoppervlakte van 1.162,68 km² en telt 6.395 inwoners (2022).